# Minderlittgen

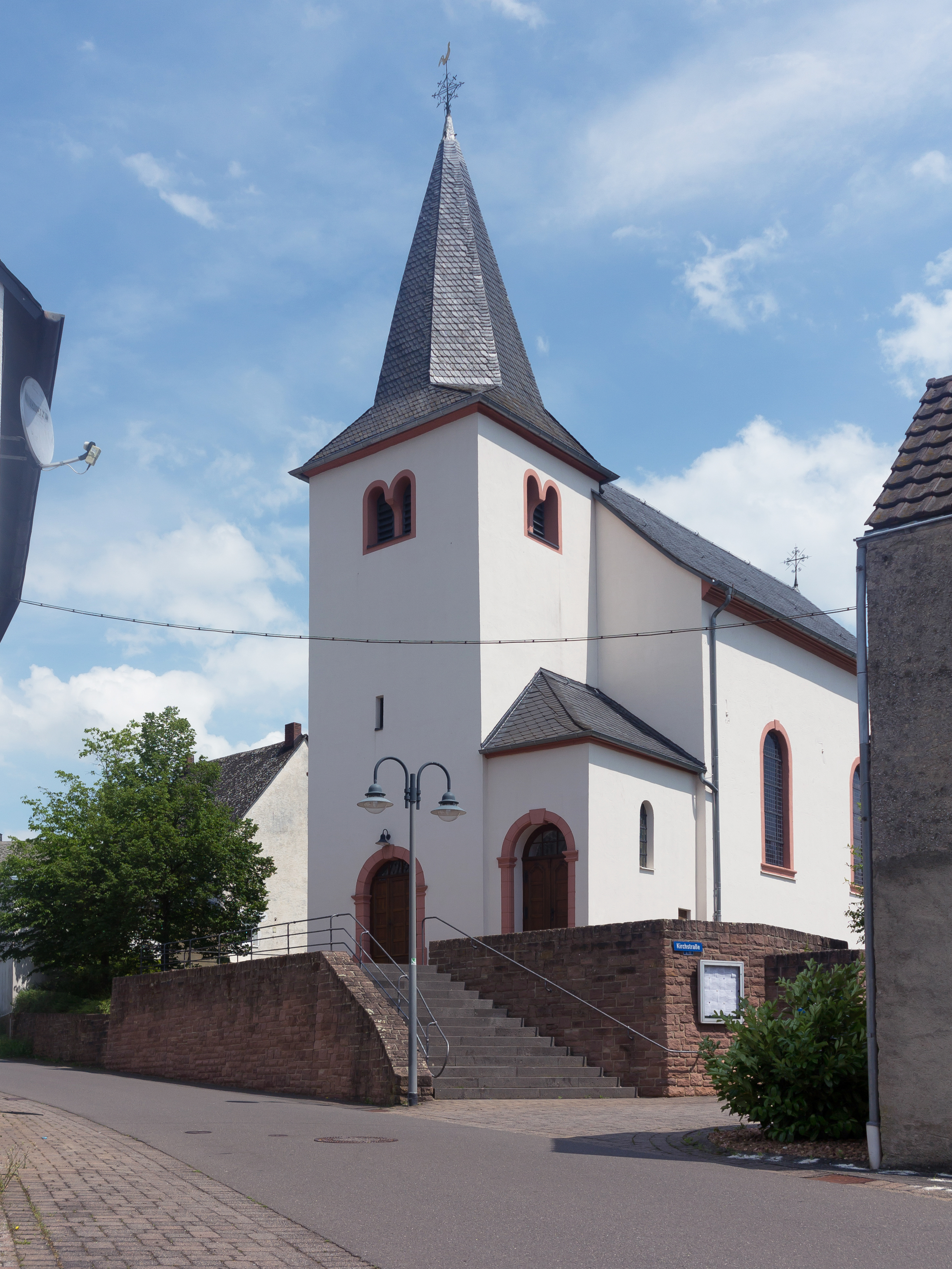
Katholieke kerk (Filialkirche Sankt Maria, Simon und Judas)

Minderlittgen is een plaats in de Duitse deelstaat Rijnland-Palts, en maakt deel uit van de Landkreis Bernkastel-Wittlich.
Minderlittgen telt 707 inwoners.

## Bestuur
De plaats is een Ortsgemeinde en maakt deel uit van de Verbandsgemeinde Wittlich-Land.